# Charles Bartelings

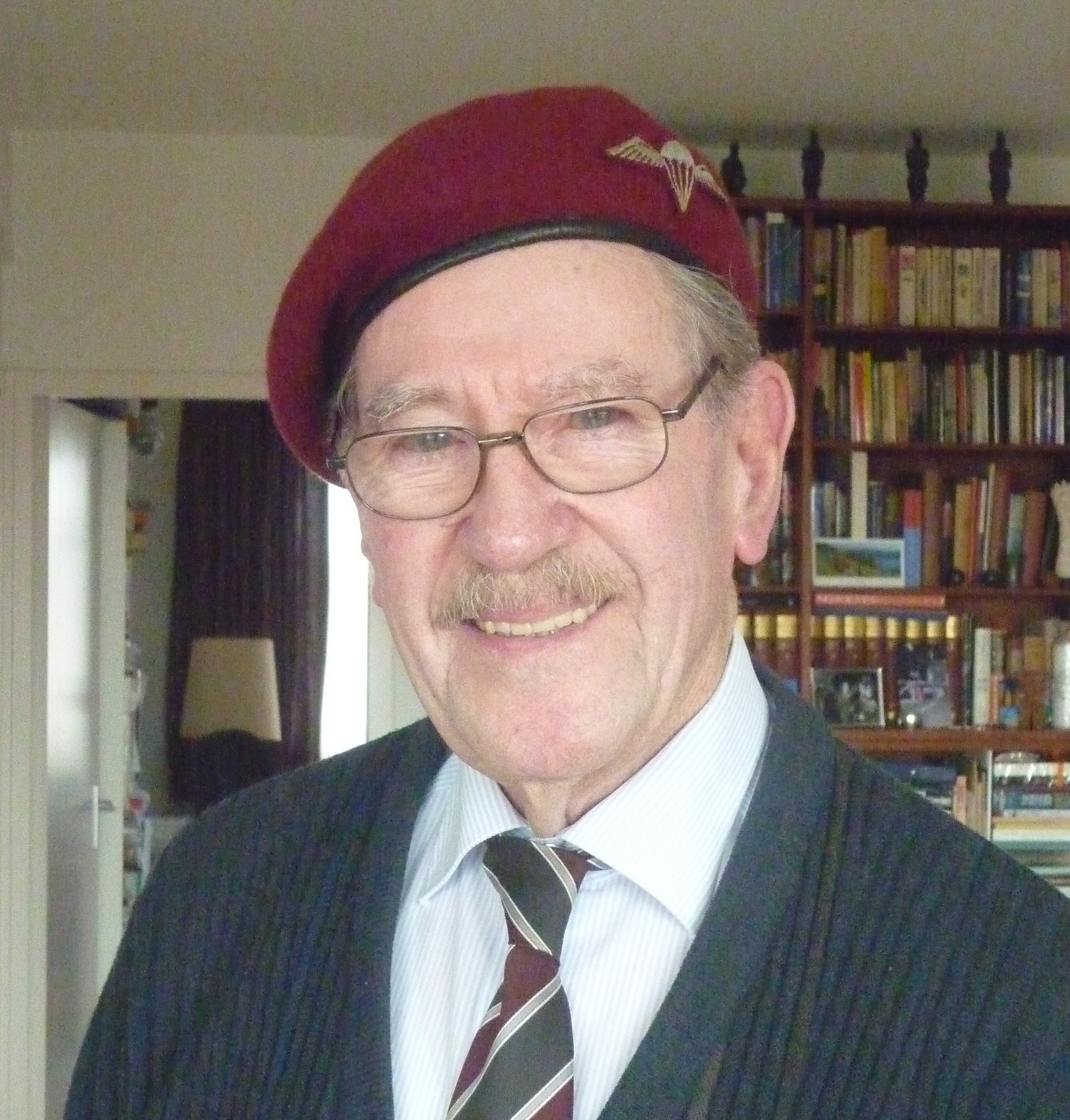
2012

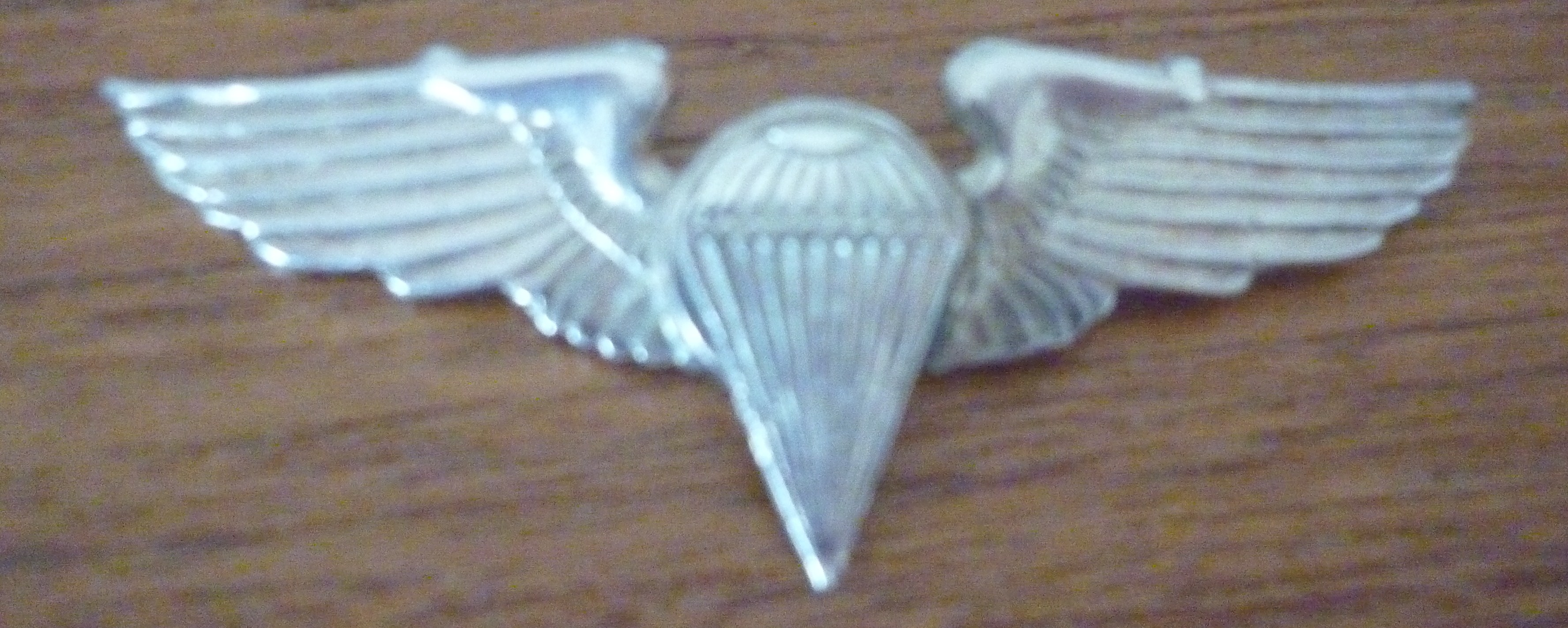
Parachutistenspeld uit Melbourne

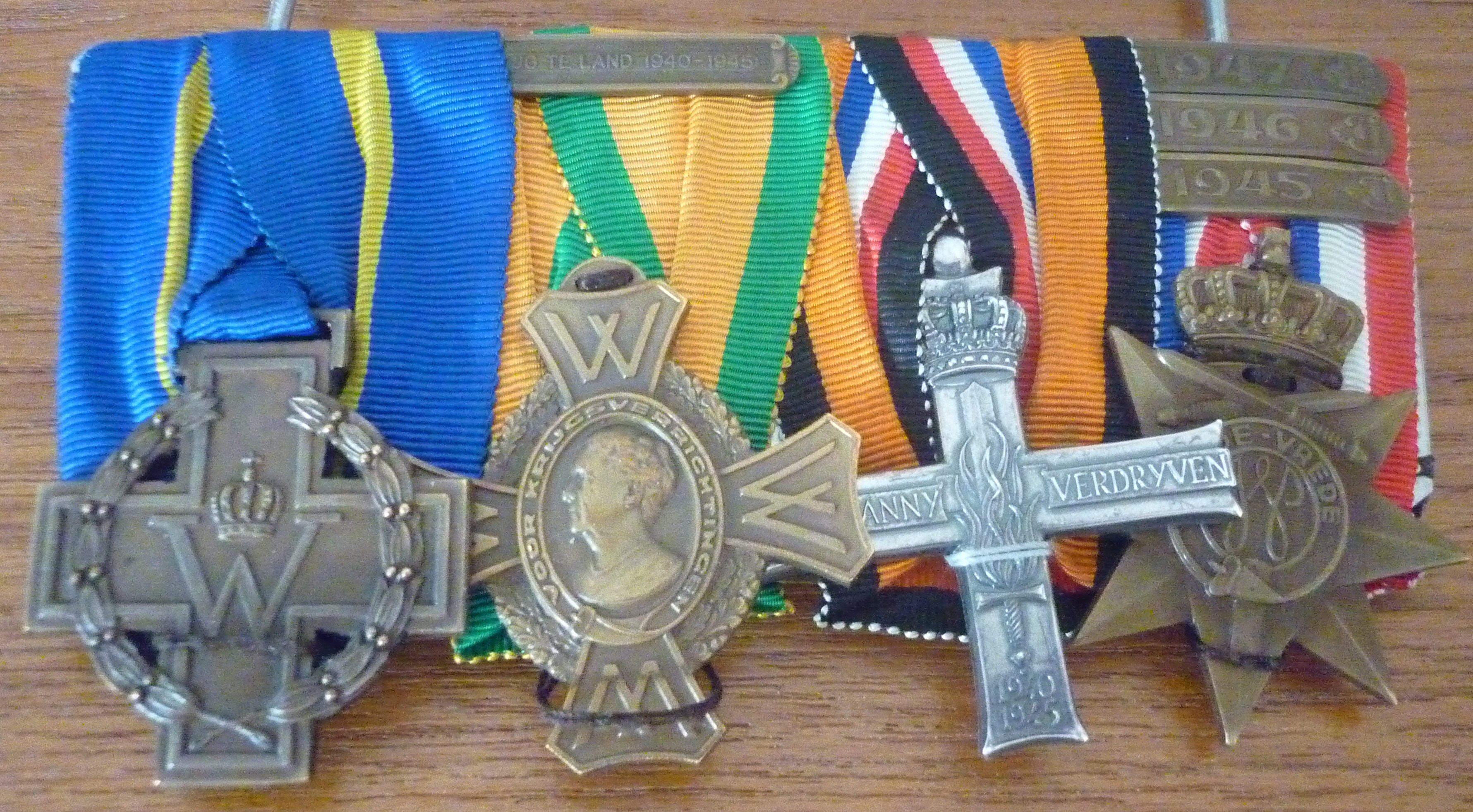
Kruis van Verdienste (10-2-1944)
Oorlogsherinneringskruis (31-11-1946)
Verzetsherdenkingskruis
Ereteken voor Orde en Vrede ('45, '46, '47)

Charles Herman Bartelings (Pangkalan Brandan, 5 december 1921 – Den Haag, 12 mei 2019) was een Nederlands verzetsstrijder, militair en Engelandvaarder.

## Voor de oorlog
Bartelings werd op Sumatra geboren waar zijn vader voor de BPM werkte. De middelbare school volgde hij in Zutphen. Daarna verhuisden zijn ouders naar Den Haag waar zij in de Vogelwijk (Kraaienlaan 34) gingen wonen. Na de HBS aan de Beeklaan ging hij naar de Polytechnische School in Den Haag. Hij ging op kamers wonen in de Groot Hertoginnelaan. Daar woonde hij toen de Tweede Wereldoorlog uitbrak. De Duitsers namen de school in beslag.

## Oorlogsjaren
Op 10 mei 1940 werd Bartelings gewekt door het Nederlandse afweergeschut. De Duitse invasie was begonnen. Na de capitulatie hielp Bartelings met het verspreiden van illegale blaadjes. Ook bouwde hij veel anti-storingsapparaatjes om toch naar de Radio Oranje te kunnen luisteren.
Hij werd door de Grüne Polizei gearresteerd op aanwijzing van een vriend, die NSB'er was geworden, en op het Binnenhof verhoord. Hij werd dezelfde dag weer vrijgelaten maar de Duitsers bleven hem volgen. Hij verhuisde naar de Archimedesstraat en besloot naar Engeland te gaan.

### Engelandvaart
Hij vertrok met Paggy Bisschop op 28 april 1942; ze hadden wat roggebrood, kaas en suiker bij zich, en wat water. In Antwerpen verstopten zij zich in een goederenwagon van een trein die naar Parijs ging. De wagon was verzegeld en doorstond de inspecties onderweg. Bij Parijs werden de dozen uit hun wagon gehaald zodat ze ontdekt werden door Franse spoormannen die hen naar een café brachten. Daar zaten te veel Duitsers dus ze verdwenen door de achterdeur en zetten hun tocht voort. Met een trein kwamen ze bij de demarcatielijn. Ze zwommen de rivier over. Eerst naar een eilandje, waar blaffende honden hen attent maakten op de aanwezigheid van enkele Duitsers. Toen weer de rivier over. De tweede keer dat ze aangehouden werden moesten ze mee en werden ze in een cel gestopt. Met een nagelschaartje lukte het de scharnieren van een luikje te verwijderen zodat ze de deurschuiven konden openen. Via een houtstapel klommen ze over de muur.
Lopend gingen ze naar het zuiden. Vanaf Noord-Spanje moest hij eerst naar Zwitserland, waar het hem twee keer lukte de grens over te komen, maar waar hij toch werd opgepakt en een maand in de gevangenis van Annecy werd gezet. Dat gebouw uit de 12e eeuw is nu een toeristenattractie. Hem werd gevraagd hoe het hem gelukt was twee keer de grens over te steken, want G.F.J.A. Groen (directeur Postcheque- en Girodienst) was bezig een veilige route van Lyon naar Genève op te zetten. 
Later bereikte hij Portugal. Vandaar ging hij naar Gibraltar. Daar scheepte hij in voor Engeland, waar hij op 5 november 1943 aankwam.

### Engeland
In Londen zat kolonel De Blieck, die mensen zocht om na de machtsovername in Nederlands-Indië het gezag over te nemen. Zijn blik viel op Bartelings, die immers daar geboren was. Bartelings weigerde zich te laten 'blieken', en vroeg aan Simon Spoor, vriend van zijn vader, om ander werk. 

### Australië en Nederlands-Indië
Hij werd doorgestuurd naar Australië waar hij onder meer opgeleid werd om parachute te springen, waarna hij de rode baret en het insigne kreeg. Hij zat bij NEFIS en kwam terecht in door Japan bezet gebied om inlichtingen te verzamelen. Hij deed met een groepje paracommando's verschillende acties in de Bandazee waar ze beschikten over MTB's en een zwaar bewapende vissersboot.
Later werd hij intelligence officer bij de W-Brigade. Ze slaagden er ook in drieduizend Chinezen op West-Java te bevrijden. Hij was nog steeds in Japans bezet gebied toen hij hoorde dat de atoombommen waren gevallen. Hij bleef bij het KNIL tot 1948.

## Na de oorlog
Bartelings maakte na de oorlog zijn studie af en vertrok naar de Verenigde Staten waar hij dertien jaar woonde. 

### Werk
In de Verenigde Staten werkte hij eerst twee jaar voor de NBBS, een Nederlandse organisatie die Amerikaanse studenten in Nederland liet studeren. Zij werden op drie schepen vervoerd, de Zuiderkruis, de Grote Beer en de Marnix van Sint Aldegonde. De Holland-Amerika Lijn verzorgde de reis. Van Nederland naar de VS werden ook veel emigranten vervoerd.
Daarna werkte Bartelings voor de American Express, waar hij verantwoordelijk was voor de vips. Hem werd later een baan aangeboden als assistent Cruise Director, maar dat weigerde hij, want hij wilde Amerika beter leren kennen. Toen werkte hij voor de Scandinavian Airlines (SAS), ook weer voor de vips.
Met een vriend richtte hij Tour America op, zij organiseerden groepsreizen, waarbij Bartelings zich met de Aziatische klanten bezighield en zijn vriend met de Europese klanten. Tour America werd een groot succes en bestaat nog steeds.
In Amerika had Bartelings de Yellow Pages leren kennen. Dit was al opgezet in Brazilië en daardoor werd Portugal het eerste land in Europa waar de Yellow Pages werden geïntroduceerd. Bartelings zette de Gouden Gids in Nederland op. Een failliete drukkerij in Halfweg werd in 1964 opgekocht. Met de PTT (hoofdkantoor Zeestraat) onderhandelde hij over de concessies. Toen ITT de Yellow Pages overnam vertrok Bartelings.
Daarna werkten hij en zijn vrouw Henriette voor de Club voor Slankblijvers van Gratia Schimmelpenninck, de latere Weight Watchers. Het gezin verhuisde naar Duitsland en Bartelings kreeg Midden-Europa onder zich. Noord- en Zuid-Europa hadden andere directeuren. Zoals hij zegt: Ik heb in die paar jaren duizenden vrouwen gelukkig gemaakt.

### Golf
Bartelings werd ook enthousiast golfer, hij was lid van de Rijswijkse Golfclub. Tien keer won hij de in 1985 gestarte jaarlijkse golfdag van de Vereniging van Engelandvaarders. In 1994 werd Stichting ProbusGolf opgericht met als doel het organiseren van golfevenementen voor leden van Probusclubs. Bartelings werd voorzitter. In 2012 wordt het jaarlijkse evenement op 9 juli georganiseerd op de Goyer Golf & Country Club in Eemnes.

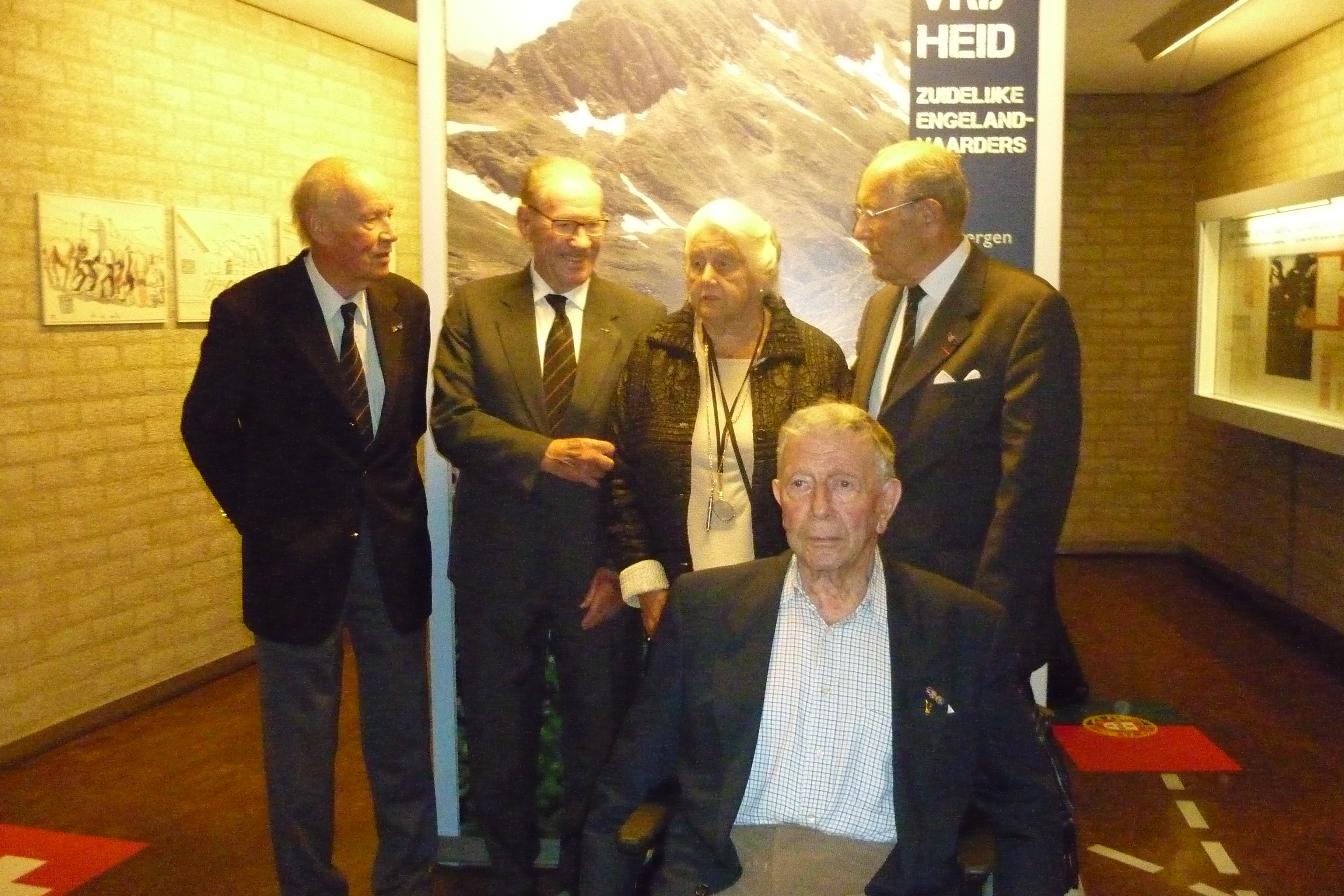
In Oorlogsmuseum Overloon: v.l.n.r. Hein Fuchter, Bartelings, Ellis Brandon, Rudi Hemmes, vooraan Philip Jacobs

### Herdenkingen
In 2010 werden elf interviews met Engelandvaarders verfilmd in 'Klim naar de Vrijheid', zij gingen allemaal via de Zuidelijke Route.
Op 11 mei 2011 waren Bartelings, Hans Hoets en Eddy Jonker in het Stadsmuseum Leidschendam-Voorburg waar een permanente tentoonstelling werd geopend over de Engelandvaart vanuit die regio. Ook Hein Fuchter was voor de opening speciaal uit Australië overgekomen.
Op 14 juli 2011 werd Oorlogsmuseum Overloon bezocht. Hier wordt veel aandacht besteed aan de Engelandvaart en hier is onder meer de Yvette te zien, het enige bootje dat nog bestaat waarin Engelandvaarders overgestoken zijn.
Bartelings ging nog ieder jaar met enkele Engelandvaarders naar Delft om de geboortedag van Wilhelmina te herdenken in de Nieuwe Kerk.